# التركيبة السكانية في جزر القمر

السكان ومعدل الخصوبة وصافي معدل التكاثر، تقديرات الأمم المتحدة

يشترك سكان جزر القمر الكبرى وأنجوان وموهيلي (86٪ من السكان) في أصول أفريقية عربية. الإسلام هو الدين السائد والمدارس القرآنية للأطفال تعزز نفوذه. على الرغم من أن الثقافة الإسلامية راسخة في جميع أنحاء العالم، إلا أن هناك أقلية صغيرة من المسيحيين.
اللغة الأكثر شيوعًا هي جزر القمر، المرتبطة بالسواحيلية. كما يتم التحدث بالفرنسية والعربية. حوالي 89٪ من السكان يعرفون القراءة والكتابة.